# Kergrist-Moëlou
Kergrist-Moëlou é uma comuna francesa na região administrativa da Bretanha, no departamento Côtes-d'Armor. Estende-se por uma área de 45,67 km². Em 2010 a comuna tinha 680 habitantes (densidade: 14,9 hab./km²).